# Ihr Unteroffizier
Ihr Unteroffizier ist ein deutscher Stummfilm aus dem Jahr 1914. Regie führte Alfred Halm. Die Hauptrollen spielen Paul Heidemann und Hilde Müller.

## Handlung
Deutschland 1914, Erster Weltkrieg. Während der Krieg tobt, werden die Frauen in der Heimat gebeten, aufmunternde Briefe und kleine Aufmerksamkeiten an die Soldaten zu schicken. Unteroffizier Wendelin Liebreich, an der Front verwundet, erhält ebenfalls ein Paket mit einem Liebesbrief. Da ihn die Worte des Briefes sehr berühren, will er die junge Frau anlässlich seines Heimaturlaubes in Berlin treffen. Zu seiner Überraschung stellt er fest, dass es sich bei der „jungen Frau“ um ein Schulmädchen handelt. Er ist gerührt, sie lädt ihn zum Kakao zu sich nach Hause ein, wo er auch ihre Familie kennenlernt, die ihn ebenfalls beschenkt. 

## Hintergrund
Produktion und Erstverleih lag in den Händen der National-Film GmbH (Berlin). Gedreht wurde er im Format 1:1,33 auf 35-mm-Film, das Bild wurde viragiert. Die Gesamtlänge beträgt 394 Meter, ca. 21 Minuten. Die Erstaufführung des Stummfilms fand im Dezember 1914 im Mozartsaal des Neuen Schauspielhauses (Berlin-Schöneberg) statt. Die Zensur gab den Film am 15. Januar 1915 unter der Nummer H.04472, H.05101 jugendfrei.

## Veröffentlichungen
Der Film kann für eine nichtkommerzielle Ausleihe beim Deutschen Filminstitut und dem Filmarchiv des Bundesarchivs bezogen werden. 